# 信哈那瓦地
辛哈羅瓦帝（拉丁字：Singhanavati）是某些泰國學者宣稱曾經建立在其北部的古國。一般認為她座落在今天清邁府的東北，郭河流經其主城邦而後匯入「Kong」河（方位大約在圖中⑧的位置）。
該城邦位于清萊平原，今天有大量考古學證據證實其曾經存在。譬如古人類遺址、宗教祭祀遺址以及遺物、多達十五處舊城的廢墟。